# الانتخابات الرئاسية السورية 2021
جرت الانتخابات الرئاسية في سوريا خلال شهر أيار من عام 2021، وهي الانتخابات الثانية بعد تبني دستور 2012, والأخيرة في تاريخ سوريا البعثية. وسط تشكيك دولي بشأن شرعية الانتخابات، ومقاطعة جزء كبير من المعارضة السورية. وفي ما اعتبره بعض المراقبين الغربيين أمرا مفروغا منه، وسمه الكثيرون بالتزوير، كانت النتيجة انتصارا ساحقا للأسد، الذي حصل على ما يزيد قليلا عن 95% من الأصوات. قال مسؤولون سوريون إن 78.6 في المائة ممن يحق لهم الانتخاب شاركوا، ولكن في سياق الصراع والتشريد، تم التشكيك في هذا الرقم.

كانت هذه الانتخابات الأخيرة التي يتنافس فيها الأسد بموجب المادة الثامنة والثمانين من الدستور السوري والتي تنص على:
يُنتخب رئيس الجمهورية لمدة سبعة أعوام ميلادية تبدأ من تاريخ انتهاء ولاية الرئيس القائم، ولا يجوز إعادة انتخاب رئيس الجمهورية إلا لولاية واحدة تالية.

## النظام الانتخابي
الدستور الجديد الذي اعتمد في أعقاب الاستفتاء الدستوري السوري 2012، غيّر طبيعة الانتخابات الرئاسية من استفتاء إلى اقتراع متعدد المرشحين.

### شروط الترشح
القانون 5 لعام 2014 (قانون الانتخابات العامة)
الفصل الخامس - المادة 30:
يشترط في المرشح إلى منصب رئيس الجمهورية العربية السورية ما يلي:
1. أن يكون متماً الأربعين عاماً من عمره، وذلك في بداية العام الذي يجري فيه الانتخاب.
2. أن يكون متمتعاً بالجنسية العربية السورية بالولادة من أبوين متمتعين بالجنسية العربية السورية بالولادة.
3. أن يكون متمتعاً بحقوقه المدنية والسياسية وغير محكوم بجرم شائن ولو رد إليه اعتباره.
4. ألا يكون متزوجاً من غير سورية.
5. أن يكون مقيماً في الجمهورية العربية السورية مدة لا تقل عن عشر سنوات إقامة دائمة متصلة عند تقديم طلب الترشيح.
6. ألا يحمل أي جنسية أخرى غير جنسية الجمهورية العربية السورية.
7. ألا يكون محروماً من ممارسة حق الانتخاب.

## المراحل الدستورية

### الترشح
بتاريخ 18 نيسان 2021 أعلن رئيس مجلس الشعب السوري حمودة الصباغ فتح باب الترشح للانتخابات الرئاسية تطبيقاً لأحكام الدستور اعتباراً من يوم الاثنين الـ 19 من نيسان، ودعا الراغبين بالترشح إلى تقديم طلبات الترشيح إلى المحكمة الدستورية العليا خلال مدة 10 أيام تنتهي بنهاية الدوام الرسمي من يوم الأربعاء الـ 28 من نيسان 2021.

### الاقتراع
حدد موعد الاقتراع لانتخاب رئيس الجمهورية للمواطنين السوريين غير المقيمين على الأراضي السورية في السفارات السورية يوم الخميس الواقع في الـ 20 من أيار لعام 2021 بدءاً من الساعة السابعة صباحًا وحتى السابعة مساءً حسب التوقيت المحلي للمدينة التي توجد فيها السفارة، وللمواطنين السوريين المقيمين على الأراضي السورية يوم الأربعاء الواقع في الـ 26 من شهر أيار لعام 2021 ميلادي من الساعة السابعة صباحًا حتى الساعة السابعة مساءً.

### القسم الدستوري
تعتبر الولاية الرئاسية (السابقة) مستمرة حتى مع الإنتهاء من الانتخابات، وتنتهي في 15 تموز 2021، وبالتالي يمكن أداء القسم الدستوري بدءًا من اليوم التالي، ويبدأ الرئيس المنتخب الولاية الجديدة.
كما تعتبر الحكومة بحكم المستقيلة، عند انتهاء ولاية رئيس الجمهورية وليس عند انتخابه، أو إعلان نتائج الانتخابات، وبالتالي تبقى الحكومة تمارس كامل الصلاحيات.
بتاريخ 17 تموز 2021، أدى بشار الأسد القسم الدستوري بتمام الساعة الثانية عشر ظهراً في قصر الشعب بدمشق بحضور عدد من أطياف المجتمع السوري، وكان لافتًا حضور وزير الخارجية الصيني وانغ يي، في زيارة هي الأولى له إلى سوريا.

## المرشحون
تنص المادة 34 من قانون الانتخابات العامة رقم 5 لعام 2014، على أن المرشح أو وكيله القانوني حصراً يقدّم طلب الترشح إلى المحكمة الدستورية العليا، ويسجّل في سجل خاص وفق تسلسل وروده للمحكمة وذلك خلال 10 أيام من اليوم التالي للدعوة إلى انتخاب الرئيس.
ويضع القانون شرطاً رئيسياً لقبول المحكمة طلب الترشّح بأن ينال مقدّم الطلب تأييداً خطياً من 35 عضواً على الأقل من أعضاء مجلس الشعب، على أنه لا يمكن لعضو مجلس الشعب منح تأييده لأكثر من مرشح واحد لانتخابات الرئاسة.
في حين تتكفل المحكمة الدستورية وفق المادة ذاتها بإجراء دراسة لقانونية طلبات الترشح والبت فيها خلال الـ 5 أيام التالية لانتهاء مدة تقديمها على الأكثر ثم تعلن أسماء مقدّمي الطلبات الذين قررت قبول ترشحهم.

### مقدمو طلبات الترشح
رئيس مجلس الشعب أعلن تبلغ المجلس من قبل المحكمة الدستورية العليا بتقديم 51 طلب ترشح إلى منصب رئيس الجمهورية وهم:
1. عبد الله سلوم عبد الله
2. محمد فراس ياسين رجوح
3. فاتن علي نهار
4. مهند نديم شعبان
5. محمد موفق صوان
6. بشار حافظ الأسد
7. أحمد يوسف عبد الغني
8. ناهد محمد أنور الأيون الدباغ
9. محمد صالح أسعد الحاج عبد الله
10. عبد الحنان خلف البدوي
11. محمود أحمد مرعي
12. خالد عبدو الكريدي
13. سنان احمد القصاب
14. محمد يوسف رمضان
15. أحمد هيثم أحمد المكاري
16. دعد مبارك قنوع
17. محمد كاميران محمد جميل ميرخان
18. حسين محمد طيجان
19. إيناس مروان القوادري
20. هاني عدنان الدهان
21. محمد حمدي الصلاح
22. محمد بشار محمد فايز ياسين الصباغ
23. محمد حيدر الشجاع
24. وليد ناظم العطار
25. محمد غسان أحمد الجزائري
26. عبير حبيب سلمان
27. أنور شلاش القداح
28. أحمد محي الدين الحلاق
29. محمد ناصر أحمد البقاعي
30. جهاد صالح الشخير
31. أنيسة بشير حموش
32. سمير أحمد معلا
33. حسين محمد جاسم
34. محمد سري محمد نبيل قنوت
35. فاطمة عكلة البركو
36. أمل محمد بشير قدور
37. أنور سجيع حسن
38. عدنان أنور شجاع
39. شايش حسين الخليف
40. تحسين فوزي المحمد
41. جلال عبد الكريم إبراهيم
42. أحمد غياث محمد شفيق صيداوي
43. طليع صالح ناصر
44. بشير محمد البلح
45. خالد عيسى العيسى
46. فايز كمال جحا
47. وسام الدين عبد الرحمن عثمان
48. محمد حبيب عروس
49. جبر محمود خلوف
50. معين أحمد إبراهيم
51. حسن ربيع الرويلي

### المقبول ترشحهم
بتاريخ 29 نيسان 2021 تسلمت المحكمة الدستورية العليا من مجلس الشعب صندوق تأييدات أعضاء المجلس الخطية لمرشحيهم في انتخابات رئيس الجمهورية لفرزها والبت بطلبات الترشح خلال خمسة أيام.
وبتاريخ 3 أيار 2021 أعلن رئيس المحكمة الدستورية العليا محمد جهاد اللحام، أن المحكمة قررت في إعلانها الأولي قبول ترشيح كل من: عبد الله سلوم عبد الله، وبشار حافظ الأسد، ومحمود أحمد مرعي، ورفض باقي طلبات الترشح المقدمة لعدم استيفائها الشروط الدستورية والقانونية.
هذا وبحسب القانون يحق لمن رفض طلبه التقدم بطلب التظلم اعتباراً من صباح اليوم التالي (4 أيار) لقرار المحكمة وعلى مدار ثلاثة أيام، وبتاريخ 10 أيار أعلن رئيس المحكمة الدستورية العليا قرار المحكمة النهائي بعد دراسة طلبات التظلم الستة التي وردتها من المترشحين لمنصب رئيس الجمهورية، وقررت رفضها كونها لم تقدم أي وثائق أو مستندات جديدة تدعم حجتها. كما أعلنت المحكمة قائمة المرشحين النهائية لمنصب رئيس الجمهورية وهم:
- بشار حافظ الأسد، رئيس الجمهورية الحالي.
- عبد الله سلوم عبد الله، من مواليد عام 1956 ويحمل إجازة في الحقوق من جامعة دمشق، وزير الدولة لشؤون مجلس الشعب سابقاً، انتخب عضو مجلس الشعب بالدور التشريعي الثامن بين عامي 2003 و2007 وفي الدور التشريعي الأول بين عامي 2012 و2016، وعضو في حزب الوحدويين الاشتراكيين وشغل عدة مناصب فيه، منها أمين فرع ريف دمشق للحزب وعضو المكتب السياسي فيه.[12]
- محمود أحمد مرعي، من مواليد 1957 من تلفيتا بريف دمشق، حائز على إجازة في الحقوق من جامعة دمشق، ويعتبر من شخصيات معارضة الداخل وهو رئيس المنظمة العربية السورية لحقوق الإنسان، وأمين عام الجبهة الديمقراطية المعارضة،[13] وأمين عام هيئة العمل الوطني الديمقراطي، وعضو وفد معارضة الداخل المفاوض في جنيف.[14]

ويقول عن نفسه: «أنا محامٍ ومعارض وطني ومعتقل سياسي سابق، حيث اعتقلت من عام 1986 حتى عام 1991 كما اعتقلت في عام 2006، ومنعت من السفر من 2006 حتى 2011 وعندما بدأت الأحداث في سورية كنت معارضاً سياسياً وميدانياً لأني كنت معتقل رأي، وأعتبر أنه في بداية الأحداث كانت مطالب الشعب السوري محقة ومشروعة في تلك المرحلة، منها إلغاء المادة 8، ورفع حالة الطوارئ، والمطالبة بقانون أحزاب» 

### الحملات الانتخابية
حددت فترة الحملة الانتخابية للمرشحين من تاريخ 16 إلى 24 من شهر أيار 2021، وحدد يوم الثلاثاء 25 أيار يوم صمت انتخابي.
ينص قانون الانتخابات على شروط يلزم بها المرشحون أثناء حملاتهم الانتخابية منها عدم الطعن بالمرشحين الآخرين أو التشهير أو التحريض ضدّهم وكذلك عدم التعرض لحرمة الحياة الخاصة للمرشّح، إضافة إلى المحافظة على الوحدة الوطنية.
وجاء شعار حملة المرشح عبد الله سلوم عبد الله تحت عنوان: «قوتنا بوحدتنا» في حين حمل شعار الحملة الانتخابية للمرشح بشار الأسد عنوان «الأمل بالعمل»، فيما جاء شعار المرشح محمود أحمد مرعي بعنوان «معاً نحو حكومة وحدة وطنية تشاركية».

## عملية الاقتراع

### الانتخابات في الخارج
جرى التصويت من قبل السوريين المقيمين في الخارج بتاريخ 20 أيار 2021، في السفارات والبعثات والقنصليات السورية في عدد من دول العالم.
انطلقت عملية الاقتراع منتصف ليلة الخميس 20 أيار بتوقيت دمشق الصيفي، السابعة صباحًا بتوقيت سيدني والبداية كانت من أستراليا ثم تلتها اليابان وختامها كان في دول أمريكا اللاتينية.
وفي وقت لاحق من نفس اليوم قررت اللجنة القضائية العليا للانتخابات تمديد فترة الانتخابات في السفارات السورية حتى الساعة الثانية عشر ليلًا حسب التوقيت المحلي لكل بلد، وبررت ذلك ب: «نظرا للإقبال الكثيف على المشاركة في بعض السفارات السورية في الخارج وطلب وزارة الخارجية والمغتربين لإتاحة المجال أمام المواطنين الراغبين بالإدلاء بأصواتهم».

#### الدول التي جرى فيها الاقتراع
افتتحت السفارات السورية أبوابها للتصويت في 43 دولة، وأدلى المقيمون في أوكرانيا ولاتفيا واستونيا وليتوانيا بصوتهم في السفارة السورية في مينسك، بينما توجه المقيمون في ألمانيا وهولندا إلى السفارة السورية في بروكسل.
| - لبنان - الجزائر - الأردن - مصر - الإمارات العربية المتحدة - سلطنة عمان - الكويت - البحرين - العراق - السودان - السويد - روسيا - بيلاروسيا - النمسا - قبرص - الصين - إيران - تنزانيا - السنغال - جنوب أفريقيا | - البرازيل - ماليزيا - فنزويلا - أستراليا - باكستان - الهند - كوبا - الأرجنتين - فرنسا - اليابان - إسبانيا - أرمينيا - إندونيسيا - التشيك - صربيا - رومانيا - بلجيكا - بولندا - بلغاريا |

#### الدول التي لم يجرى فيها الاقتراع
منعت كل من تركيا، وألمانيا إجراء الانتخابات على أراضيها.
ولم تجرى الانتخابات في بعض الدول كالسعودية، وإيطاليا بسبب إغلاق السفارة السورية فيها، ولا في بعضها الآخر كالولايات المتحدة، وقطر حيث لا يوجد تمثيل دبلوماسي سوري.

### الانتخابات في الداخل
عشية الانتخابات عقد وزير الداخلية السوري محمد الرحمون مؤتمرًا صحفيًا قال فيه أنه يحق الانتخاب لـ 18 مليون و108 آلاف و109 مواطن، كما تم إحداث اثنا عشر الفا ومئة واثنان مركز انتخابي في كافة المحافظات السورية.
بينما أشار وزير الإعلام عماد سارة خلال افتتاحه للمركز الإعلامي الخاص بتغطية الانتخابات الرئاسية ضمن مبنى وزارة الإعلام في دمشق، إلى أنه يوجد في سوريا 165 مراسلاً معتمداً لـ 65 دولة ووصل العدد الإجمالي ما بين إعلاميين قادمين من الخارج وإعلاميين معتمدين داخل سوريا إلى 290 إعلامي لتغطية الانتخابات. وقد سبق ودعا مجلس الشعب السوري عددا من برلمانات الدول لإرسال وفود للمشاركة في مواكبة الانتخابات.
جرى التصويت من قبل السوريين المقيمين في الداخل بتاريخ 26 أيار 2021، في المناطق الخاضعة لسيطرة الحكومة السورية فقط، وفتحت مراكز الاقتراع أبوابها للناخبين في تمام الساعة السابعة صباحًا بتوقيت دمشق، وفي وقت لاحق من نفس اليوم قررت اللجنة القضائية العليا للانتخابات تمديد فترة الانتخابات حتى الساعة الثانية عشر ليلًا.

## النتائج
في منتصف ليلة الخميس 27 أيار 2021، تم إغلاق مراكز الاقتراع، وبدأت عمليات فرز الأصوات.
تم إعلان نتائج الانتخابات الرئاسية في مؤتمر صحفي من قبل رئيس مجلس الشعب في وقت متأخر من نفس اليوم قبالة منتصف ليلة الجمعة وقد جاءت على الشكل التالي:
| المرشح                                  | المرشح                          | الحزب                           | الأصوات    | %      |
| --------------------------------------- | ------------------------------- | ------------------------------- | ---------- | ------ |
|                                         | بشار الأسد                      | حزب البعث العربي الاشتراكي      | 13٬540٬860 | 95.19  |
|                                         | محمود مرعي                      | الجبهة الديمقراطية السورية      | 470٬276    | 3.31   |
|                                         | عبد الله سلوم عبد الله          | حزب الوحدويين الاشتراكيين       | 213٬968    | 1.50   |
| المجموع                                 | المجموع                         | المجموع                         | 14٬225٬104 | 100.00 |
|                                         |                                 |                                 |            |        |
| الأصوات الصحيحة                         | الأصوات الصحيحة                 | الأصوات الصحيحة                 | 14٬225٬104 | 99.90  |
| الأصوات الباطلة والفارغة                | الأصوات الباطلة والفارغة        | الأصوات الباطلة والفارغة        | 14٬036     | 0.10   |
| مجموع الأصوات                           | مجموع الأصوات                   | مجموع الأصوات                   | 14٬239٬140 | 100.00 |
| الناخبين المسجلين ومعدل الإقبال         | الناخبين المسجلين ومعدل الإقبال | الناخبين المسجلين ومعدل الإقبال | 18٬107٬109 | 78.64  |
| المصدر: الوكالة العربية السورية للأنباء |                                 |                                 |            |        |

## ردود الفعل

### قبل الانتخابات
- قال الائتلاف الوطني لقوى الثورة والمعارضة السورية إن الانتخابات «غير قانونية ومسرحية».[25] قالت الأمم المتحدة إن الانتخابات ليست جزءا من عملية السلام السورية وأنها لا تنخرط فيها.[26] أشارت الولايات المتحدة إلى أنها لن تعترف بنتائج الانتخابات ما لم يكن التصويت «حراً، نزيهاً، تشرف عليه الأمم المتحدة، ويمثل كل المجتمع السوري».[27]
- في يوم الانتخابات، صرح وزراء خارجية فرنسا وألمانيا وإيطاليا والمملكة المتحدة والولايات المتحدة الأمريكية بأنهم لا يعتبرون الانتخابات حرة أو نزيهة. واضاف البيان «ندين قرار نظام الأسد إجراء انتخابات خارج الإطار الذي نص عليه قرار مجلس الامن الدولي رقم 2254 وندعم أصوات جميع السوريين بما في ذلك منظمات المجتمع المدني والمعارضة السورية الذين أدانوا العملية الانتخابية ووصفوها بأنها غير شرعية».[28]
- قالت تركيا إن الانتخابات لن تكون شرعية، مشيرة إلى أنها تحرم ما يقرب من 7 ملايين سوري في الشتات من حق الاقتراع.[29]
- قال وزير الخارجية المصري سامح شكري ان التصويت سيتيح للشعب السوري «اختيار مستقبله» وتشكيل «حكومة تمثله».

### بعد الانتخابات
- قالت هيئة التفاوض السورية أن الانتخابات أظهرت «احتقارا للشعب السوري»: "إنه قرار من الحكومة، متفق عليه من روسيا وإيران، لقتل العملية السياسية.[30] إنه استمرار للطغيان". ووصف الائتلاف الوطني السوري لقوى الثورة والمعارضة الاقتراع بأنه «عرض مسرحي».[31]
- ذكر الاتحاد الأوروبي أن الانتخابات لم تف بأي من معايير «التصويت الديمقراطي الحقيقي» حيث أن المشردين داخليا واللاجئين وأعضاء الشتات غير قادرين على المشاركة في بيئة آمنة وحيادية دون تهديد بالترويع.[32]

## أحداث شابت الانتخابات
في اليوم الذي جرت فيه الانتخابات في الخارج، وفي لبنان، تعرّضت حافلات وسيارات تقلّ السوريين من أماكن تواجدهم إلى السفارة السورية في اليرزة للمشاركة في عملية الاقتراع، لاعتداءات من قبل شبان من مناصري حزب القوات اللبنانية، ومن قبل بعض الشبان في محلّة جبل محسن في طرابلس. حيث تم نصب حواجز على الطرق العامة بهدف منعهم من إكمال سيرهم نحو السفارة السورية.
وقد أسفرت هذه الاعتداءات عن جرح عدد من السوريين، ووفاة شخص واحد يبلغ مع العمر ستين عامًا نتيجة تعرضه لأزمة قلبية أثناء مهاجمة شبان في سعدنايل ــ تعلبايا للحافلة التي كانت تقلّه إلى بيروت. وقد أعلن السفير السوري في لبنان علي عبد الكريم، أن محامي السفارة السورية في لبنان سيقيم دعاوى بحق المعتدين على الناخبين السوريين، لمحاسبتهم أمام القضاء.